# Liebfrauenkirche (Oudenaarde)

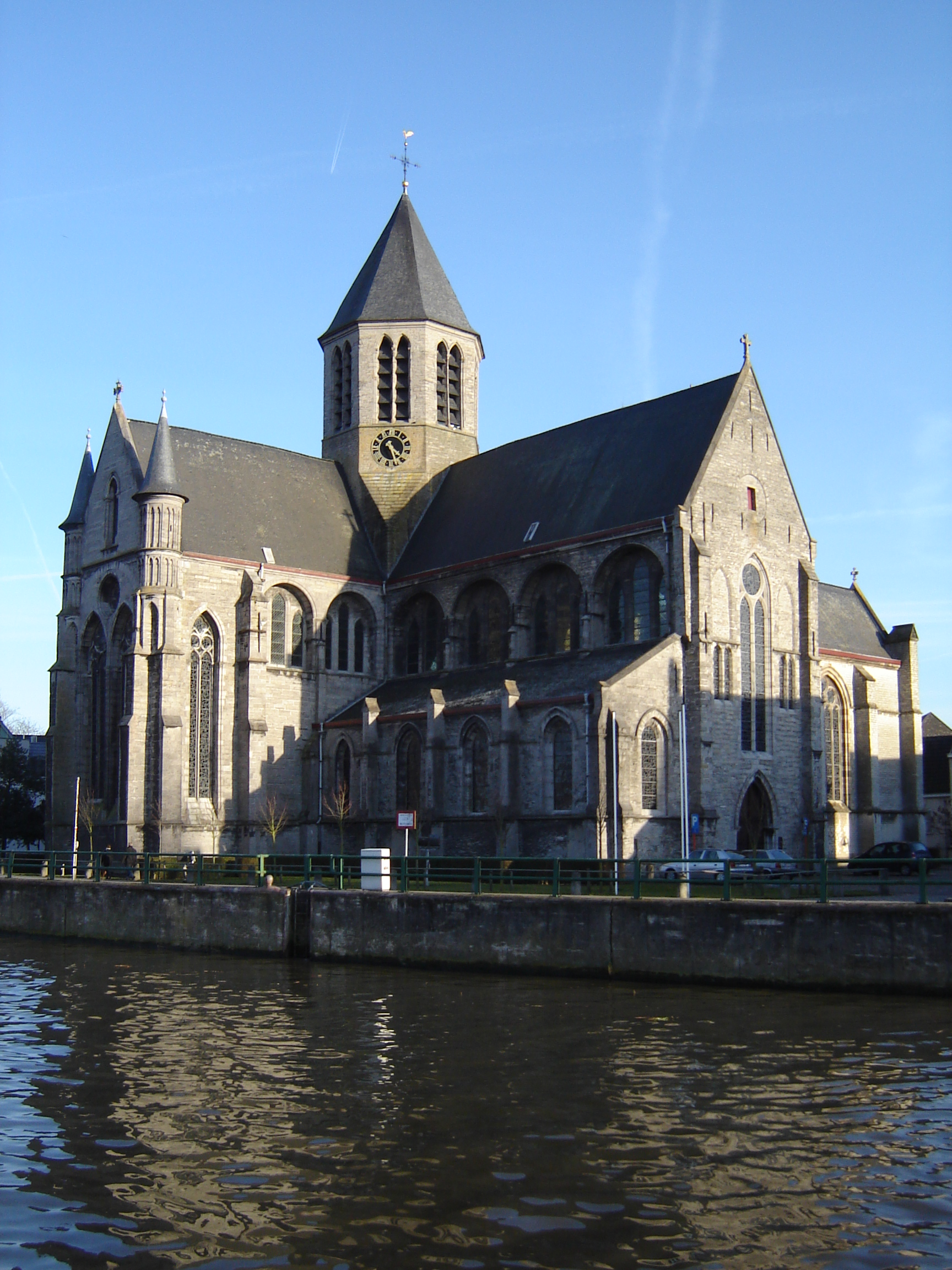
Liebfrauenkirche (Oudenaarde)

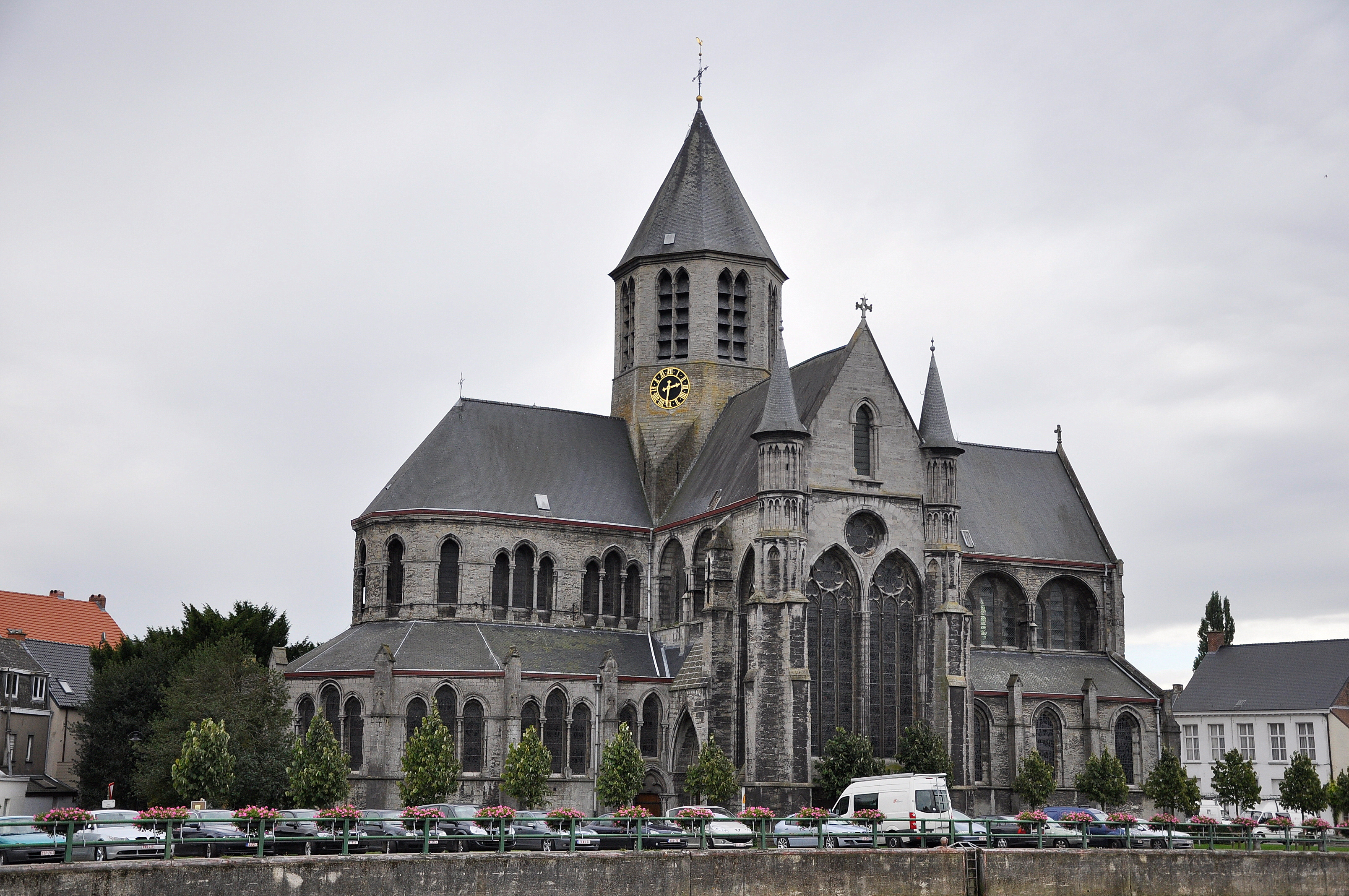
Nordostansicht

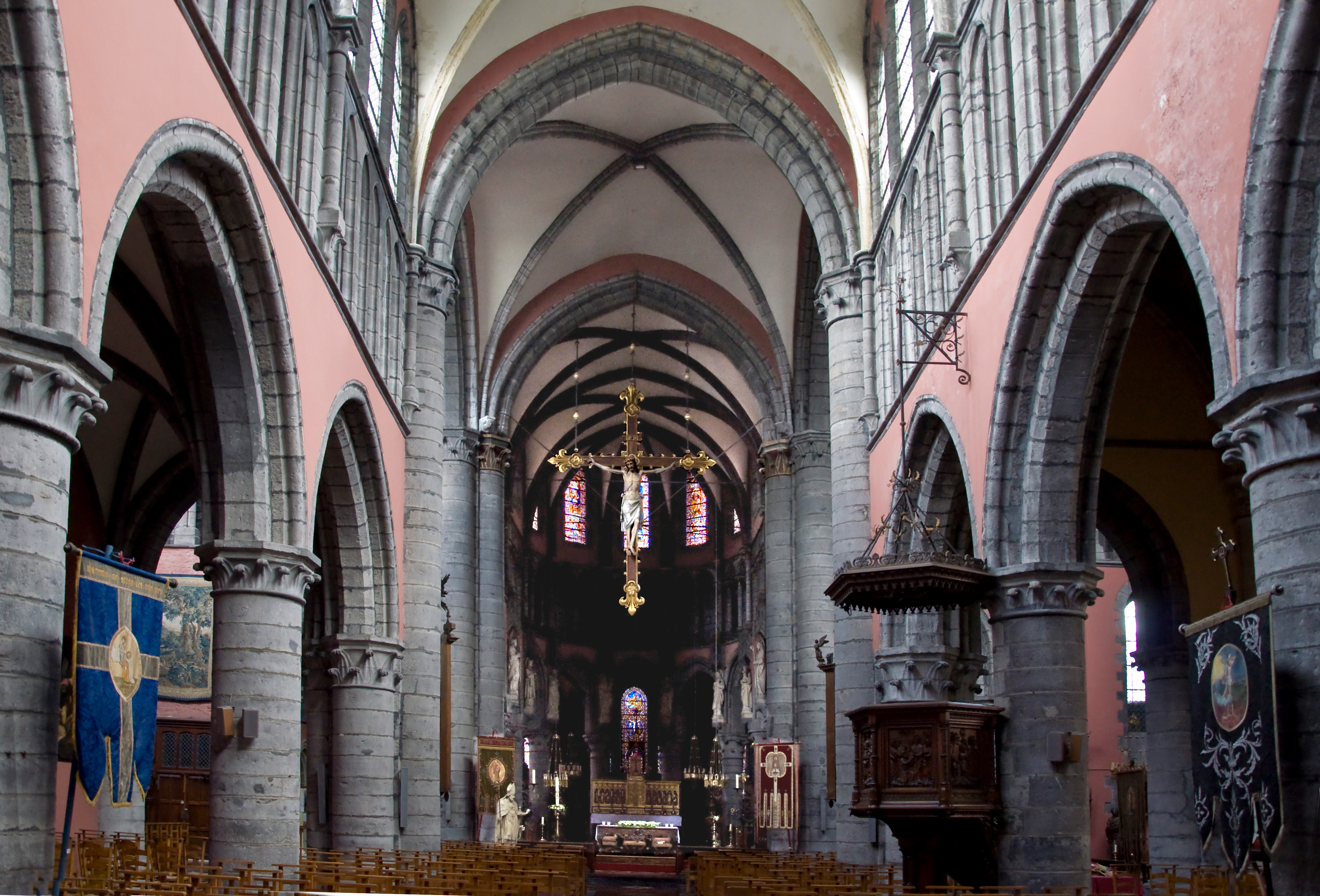
Innenansicht

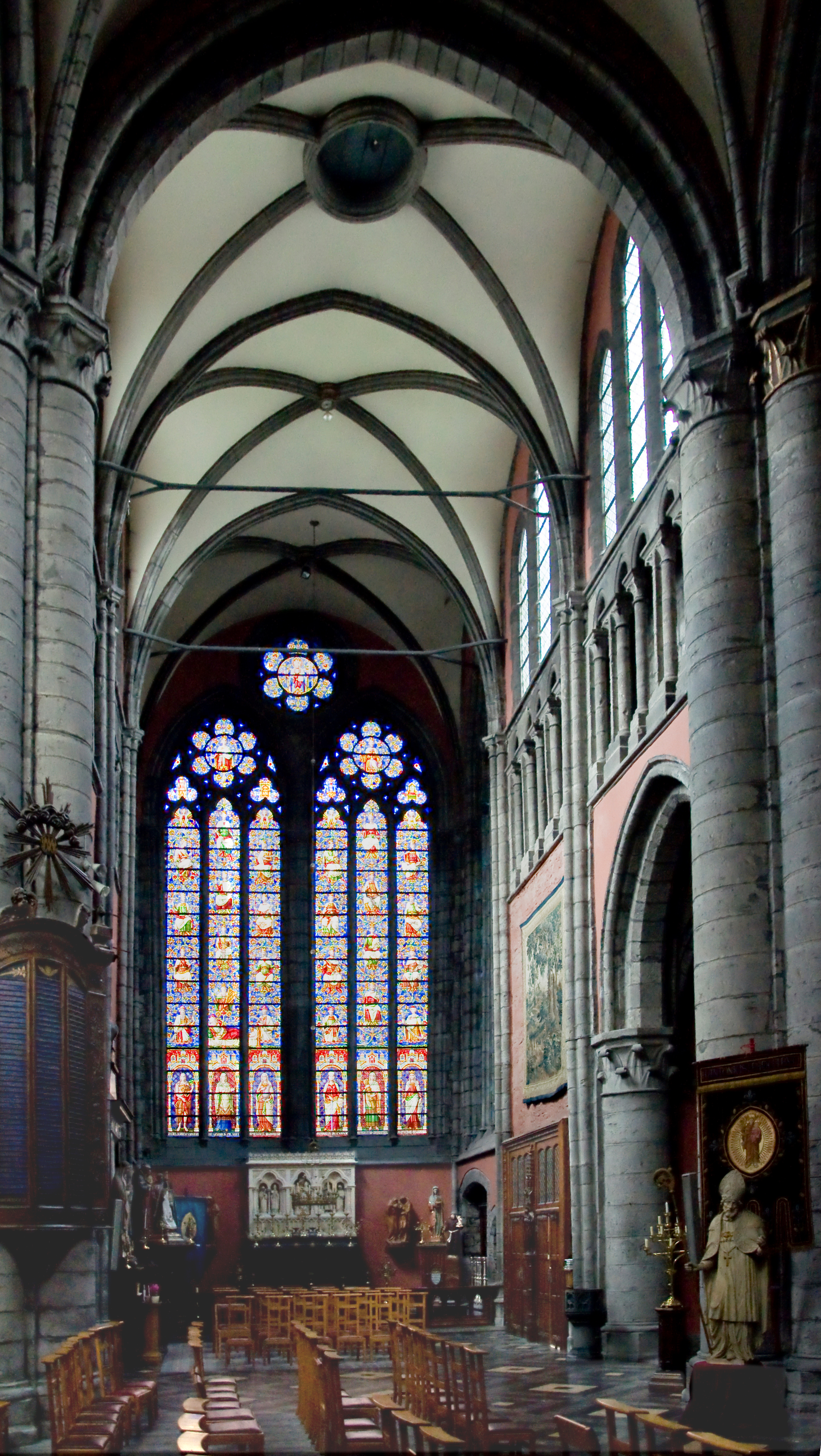
Blick in das nördliche Querhaus

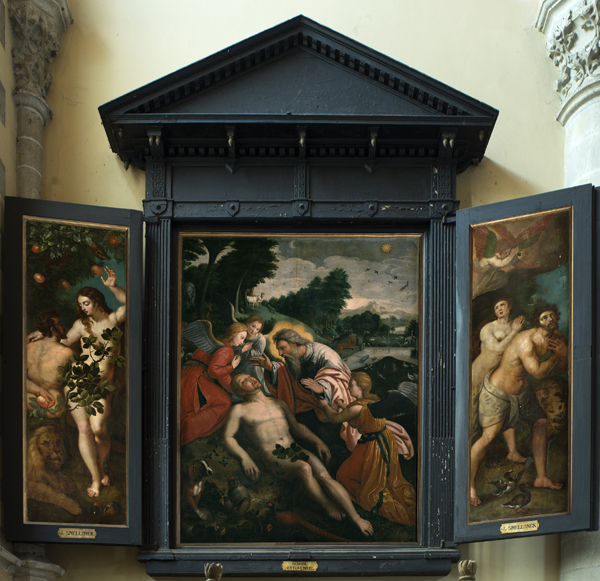
Triptychon mit Darstellung der Schöpfung (J. Snellinck, 1609)

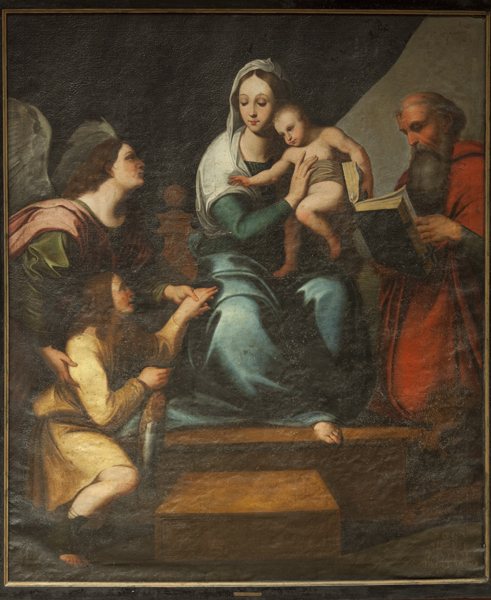
Raffael-Kopie der Madonna mit dem Fisch

Die römisch-katholische Liebfrauenkirche (niederländisch Onze-Lieve-Vrouwekerk, auch Onze-Lieve-Vrouw Geboortekerk) ist eine frühgotische Kirche im Ortsteil Pamele von Oudenaarde in der belgischen Provinz Ostflandern. Sie steht unter Denkmalschutz.

## Geschichte
Die Pfarrei wurde 1110 gegründet, nach einer Urkunde von Bischof Odo von Kamerijk. Nach der Umwandlung der Diözesen im Jahr 1559 gehörte sie zum Bistum Gent.
Die ältesten Teile der Kirche bestehen aus Tournai-Kalkstein und Bruchstein, die Teile aus dem 16. Jahrhundert aus Back- und Sandstein. Die Kirche ist ganz im Stil der Tournaier oder Scheldegotik gebaut und kann als ein charakteristisches Werk dieses Stils gelten. Der Bau begann 1234 an der Ostseite mit Chor, Umgang und Vierungspfeilern unter der Leitung des ältesten namentlich genannten Baumeisters Flanderns, Arnold van Binche (Gedenkstein in der Chorwand, 1835 hinter einer Bronzekopie verborgen). Kurz darauf wurden Turm und Querschiff errichtet; das Kirchenschiff wurde wahrscheinlich Ende des 13. Jahrhunderts gebaut. Ende des 13. und Anfang des 14. Jahrhunderts wurde das nördliche Querschiff umgebaut und die Fenster vergrößert. Die Gewölbe des Kirchenschiffs und des Querschiffs stammen aus der Zeit 1502 bis 1516. In den Jahren 1523 bis 1530 wurde das südliche Kirchenschiff abgerissen und ein neues mit spätgotischen Seitenkapellen aus Balegem-Sandstein erbaut; außerdem wurde eine kleine Sakristei im südlichen Seitenschiff des Querschiffs angebaut. 1561 erfolgte der Anbau eines Renaissance-Portals an den nördlichen Querschiffsarm. 
Nach dem Bildersturm (1566, 1572) wurde im 17. Jahrhundert die Ausstattung erneuert und mehrere Reparaturen wurden durchgeführt. Später (um 1700) wurde die Sakramentskapelle, die inzwischen verschwunden war, an die Chorwand angebaut, eine zweite Sakristei (1839–1841) und eine Vorhalle für den Kalvarienberg an der Nordfassade des Querschiffs (erstes Viertel des 19. Jahrhunderts). Eine gründliche Restaurierung wurde unter der Leitung des Architekten A. Van Assche in den Jahren 1877 bis 1904 nach Entwürfen von 1871 durchgeführt, einschließlich des Abrisses des Renaissanceportals 1878 und des Anbaus einer neuen Sakristei. Außerdem gab es eine umfangreiche Restaurierung der Innenausstattung und eine Erneuerung der Ausstattung von 1877 bis 1904. Wegen der nahen Schelde und unzureichender Fundamentierung sind Setzungen an Chor und Querschiff erkennbar, weshalb die Standfestigkeit der Kirche denkmalpflegerisch überwacht wird.
Nach kaiserlichem Erlass vom 9. Oktober 1784 wurde der umliegende Friedhof aufgelöst und die Anlage als Park gestaltet und im Jahr 1849 mit einer heute verschwundenen Eisenkette zwischen erhaltenen Blausteinpfosten eingefriedet.

## Beschreibung
Der Grundriss zeigt eine dreischiffige basilikale Kirche mit einem vierjochigen Kirchenschiff und zwei jeweils zweijochigen Seitenkapellen gegen das südliche Seitenschiff, einem vorspringenden Querschiff mit drei Jochen (im Norden) und zwei Jochen (im Süden), einem runden Treppenturm im Winkel des südlichen Querschiffs und dem Chor, einem zweijochigen Chor und einer fünfseitigen Apsis und einem Chorumgang, sowie mit Sakristeien am südlichen Querschiffsarm.
Der Westgiebel ist zwischen sich kreuzenden Strebepfeilern erbaut, das Spitzbogenportal von Archivolten eingerahmt, die auf Säulen mit Knospenkapitellen ruhen. Darüber sind zwei Lanzettfenster angeordnet, flankiert von kleinen Lanzettfenstern unter lanzettförmigen Blindnischen.
Das Mittelschiff wird durch drei Fenster in Rundbogennischen erhellt, die Seitenschiffe durch Spitzbogenfenster zwischen den Strebepfeilern. Vor den Obergadenfenstern verläuft ein äußerer Laufgang. Die Dächer der südlichen Seitenkapellen haben je einen Dreieckgiebel, der durch abgestufte Strebepfeiler getrennt ist; die Fenster sind spitzbogig und mit gotischem Stabwerk vierfach unterteilt.
Der nördliche Querschiffarm (Schelde-Seite) ist monumentaler gestaltet als der südliche Querschiffarm. Die Nordfassade des nördlichen Querschiffarms wird von Strebepfeilern flankiert, die in runden Ecktürmchen enden, die für die Scheldegotik charakteristisch sind und mit einer Arkade auf Säulen verziert sind; das Fenster wurde um 1300 durch ein hohes, spitzes Doppelfenster mit gotischem Maßwerk und einer Rosette ersetzt, die unter einem Rundbogen kombiniert sind; die Ostfassade hat ein spitzbogiges dreifaches Fenster und eine Rosette, ein Spitzbogenportal und ähnliche Obergadenfenster wie das Kirchenschiff. Das südliche Querschiff in der Ostfassade wird von zwei dreiteiligen Fenstern erhellt, die in einem Rundbogen angeordnet sind.
Der achteckige Vierungsturm ist mit einem hohen Glockengeschoss mit gekuppelten Lanzettfenstern versehen; der Übergang vom quadratischen Unterbau zum achteckigen Oberbau wird durch Trompen vermittelt, außen durch dreieckige Schilde.
Die Fenster des Chors und des Umgangs in Form von Spitzbogenfenstern und dreiteiligen Fenstern mit Stabwerk, typisch für die Scheldegotik. Ein runder Treppenturm ist im Winkel des südlichen Querschiffs und des Chorumgangs angeordnet, der zum Triforium führt und über das Triforium mit dem benachbarten Treppenturm in der Südostecke des Querschiffsarms verbunden ist, der auf der Höhe des Gesimses des Chorumgangs beginnt und zum äußeren Laufgang und zu den Dachböden führt.

## Innenraum
Die neugotische Polychromie wurde 1935 durch die heutige rote und ockerfarbene Bemalung in den Südkapellen ersetzt. Auf Säulen mit achteckigen Basen und blattförmigen Kapitellen ruhen spitzbogige Arkaden, über denen sich ein Triforium mit Spitzbogen aus Tournai-Stein befindet. Die Raumteile sind mit Kreuzrippengewölbe und spitzen Gurtbögen auf Säulchen mit Kohlblattkapitellen geschlossen. Im Mittelschiff sind weiß verputzte Ziegelgewölbe eingezogen; im nördlichen Seitenschiff, wahrscheinlich aus dem ersten Viertel des 16. Jahrhunderts; im südlichen Seitenschiff und den Seitenkapellen sind die Gewölbe unverputzt. Die Gewölberippen des Kirchenschiffs, des südlichen Seitenschiffs und des Querschiffs bestehen aus Sandstein mit Hartsteinsockeln auf Säulen mit Knospenkapitellen; die Träger der südlichen Kapellen sind mit Sandsteinimitat verputzt. Die Gewölbe und Rippen des Chors, des Kreuzgangs und der Vierung sind aus Tournai-Stein, mit Ausnahme von zwei restaurierten Jochen. Gebündelte Vierungspfeiler mit Kohlblattkapitellen und doppeltem Blattkranz tragen den Vierungsturm. Zwischen dem Chor und dem Umgang befinden sich ebenfalls profilierte Spitzbögen auf Säulen mit doppelten Blattkränzen. Die Marmorverkleidung der Kreuzwegstationen stammt aus dem Jahr 1935. Der Dachstuhl aus dem 13. Jahrhundert ist vollständig erhalten.

## Ausstattung
Ein gemaltes Triptychon mit der Schöpfung wurde von J. Snellinck 1609 als Altarbild des Hauptaltars angefertigt und steht heute in der Südkapelle Unserer Lieben Frau von der Scapula; weiterhin die Gemälde Taufe des heiligen Augustinus durch den heiligen Ambrosius von Mailand von 1653 und Auffindung des Kreuzes durch die heilige Helena von Simon De Pape, 1672, ursprünglich im Büßerkloster. Zu den weiteren Gemälde gehören eine frühe Kopie der Madonna mit dem Fisch von Raffael aus dem 16. Jahrhundert; Der heilige Ignatius von Loyola, nach Rubens, und Der heilige Stanislaus Kostka, beide aus dem 17. Jahrhundert und aus dem Jesuitenkloster; sowie Der heilige Simon Stock empfängt das Skapulier der Muttergottes vom Karmel, eine Grisaille aus dem 17. Jahrhundert.
Zu den Skulpturen gehört eine mehrfarbige Holzstatue der Madonna vom Wasser oder Ter Walle, wahrscheinlich aus dem 16. Jahrhundert und angeblich aus der Ende des 19. Jahrhunderts abgerissenen Ten Walle-Kapelle am heutigen Louise Mariekaai; verschiedene Holzstatuen aus dem 17. und 18. Jahrhundert. Im Chor sind acht Statuen unter einem Baldachin von J. Carbon nach einem Entwurf von A. Van Assche von 1883 zu erwähnen. Das hölzerne Triumphkreuz von Aloïs De Beule stammt aus dem Jahr 1906.
Der Hochaltar mit Marmorstufen ist mit Sockel, Grabmal und einem Tisch aus Hartstein versehen; das Retabel aus Sandstein und der Tabernakel aus vergoldeter Eiche des Architekten A. Van Assche von 1880–82 wurden nach einem Entwurf von 1878 ausgeführt. Die Seitenaltäre aus Blaustein mit Sandsteinretabeln von A. Van Assche sind im neugotischen Stil von 1880 gestaltet. Zwei hölzerne neugotische Retabel auf Marmoraltartischen stehen in den südlichen Kapellen, die der Muttergottes vom Skapulier bzw. der Muttergottes der sieben Schmerzen gewidmet sind, nach einem Entwurf von A. Van Assche aus dem Jahr 1883. Das neogotische Chorgestühl aus Eiche (1880), die Kommunionbank (1880) und Kanzel (1884) wurden nach einem Entwurf von A. Van Assche ausgeführt. Der Renaissance-Beichtstuhl aus Eichenholz stammt aus dem 17. Jahrhundert und zwei neugotische Beichtstühle aus Mahagoni und Eiche aus dem 19. Jahrhundert. Die Orgel stammt ursprünglich von O. Schyven (Brüssel), 1886; das Orgelgehäuse wurde von J. Vossaert-Blanchard, nach einem Entwurf von A. Van Assche geschaffen. Das Marmortaufbecken mit Kupferdeckel stammt aus dem 18. oder 19. Jahrhundert. Verblichene Wandmalereien aus dem 14. oder 15. Jahrhundert sind am südwestlichen Vierungspfeiler erhalten. Der Lehrsaal und der Seitenvorbau wurden 1884 von A. Van Assche im neugotischen Stil entworfen, der Eingangsvorbau im nördlichen Querschiff ist von 1893. Die neogotische Chorschranke zwischen Chor und Chorumgang aus Eisen wurde nach einem Entwurf von A. Van Assche von 1885 ausgeführt von M. Vanderbrugge und V. Warie. Auf Kupfer gemalte Kreuzwegstationen in einem Rahmen aus Blaustein von F. Coppejans (1911–20) befinden sich im Chorumgang. 
Glasmalereien von G. Ladon im neugotischen Stil umfassen fünfundzwanzig Glasfenster im Chorumgang (1935), siebzehn Obergadenfenster im Chor (1935) und eines im doppelten Dreipass des nördlichen Querschiffarms (1934). Die Glasmalereien in den Südkapellen wurden von J. Dobbelaere im Jahr 1909 geschaffen. Weitere Glasmalereien wurden nach einem Entwurf von A. Deloore aus den Jahren 1958–60 gestaltet.

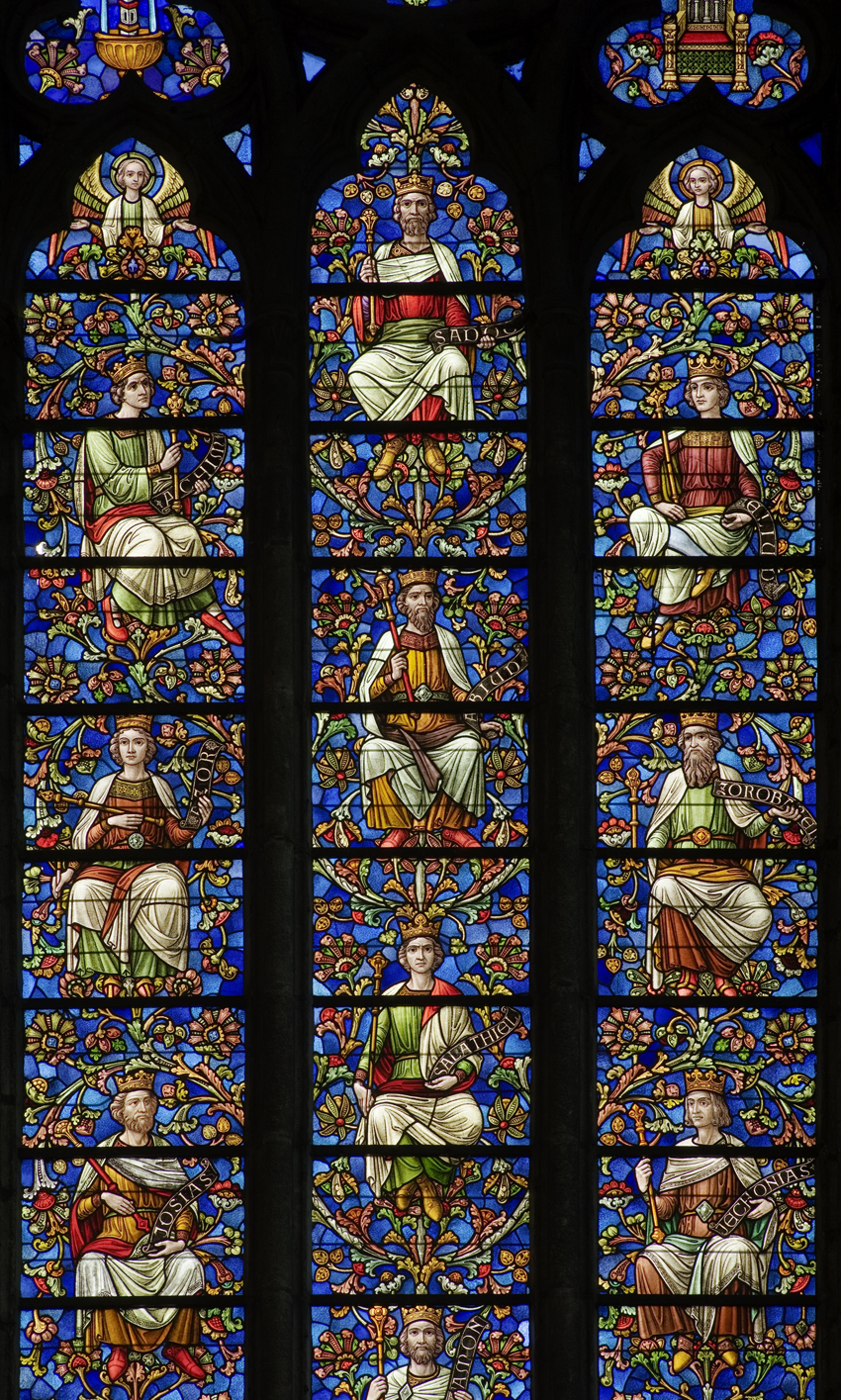
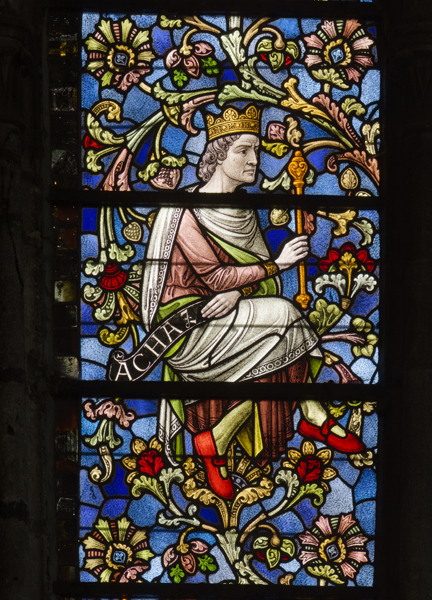
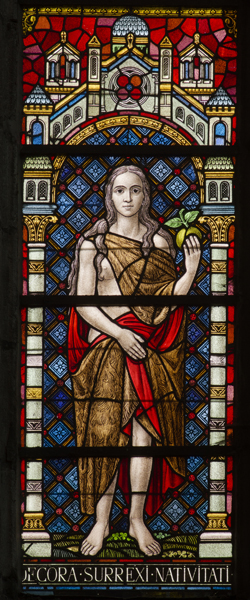
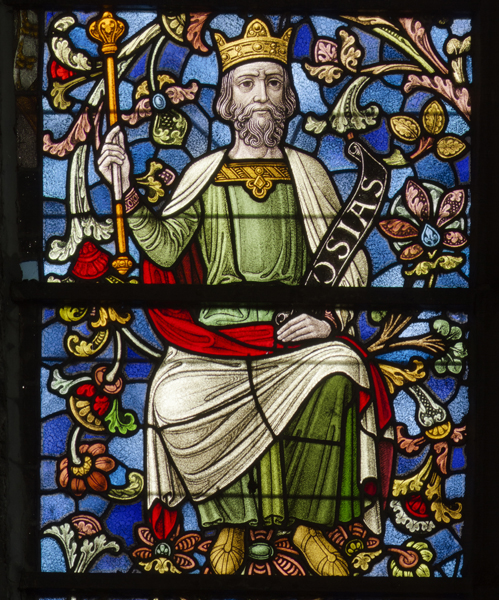
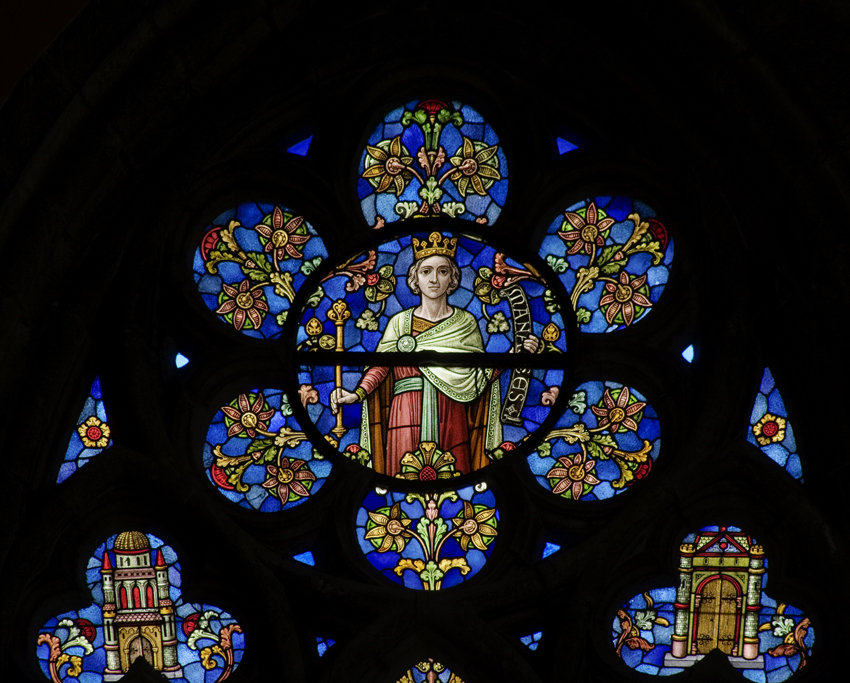

Die Hauptgräber, die sich derzeit auf beiden Seiten des Portals an der Westwand befinden, sind von Josse de Joigny, Herr von Oudenaarde, erster „ber“ von Flandern, Baron von Pamele und der Region zwischen Marke und Ronne, der 1504 starb, und seiner Frau Iosine van Rokeghem; und von Ritter Philippe de Locquenghien, Herr von Oudenaarde, erster „ber“ von Flandern und Baron von Pamele und der Region zwischen Marke und Ronne, der 1620 starb, und seiner Frau Valérie de Cotereau.
Zahlreiche Grabsteine sind vor allem im Boden der Südkapelle gruppiert. Vier Grabsteine befinden sich in der nördlichen Außenmauer.